# 莫萨赫

所在位置

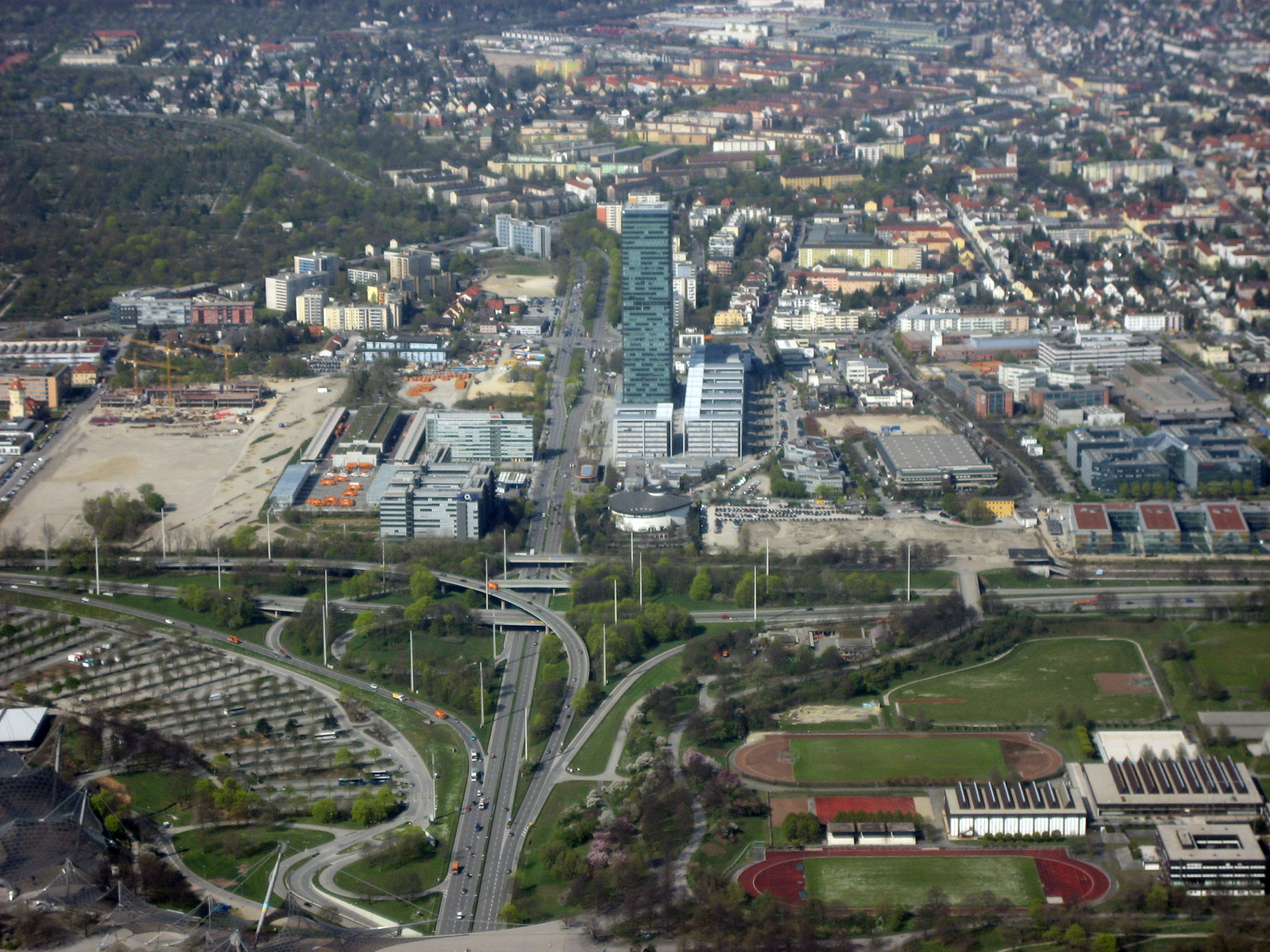
市景

莫萨赫区（Moosach）是德国慕尼黑市的一个区。总面积11.09 km²，总人口51537（2013年12月31日） 。莫萨赫得名于莫萨赫河畔的一个旧村庄。